# Okręg wyborczy Paisley
Okręg wyborczy Paisley powstał w 1832 r. i wysyłał do brytyjskiej Izby Gmin jednego deputowanego. Okręg obejmował miasto Paisley w hrabstwie Renfrewshire. Został zlikwidowany w 1983 r.

## Deputowani do brytyjskiej Izby Gmin z okręgu Paisley
- 1832–1834: John Maxwell
- 1834–1835: Daniel Keyte Sandford
- 1835–1836: Alexander Graham Speirs
- 1836–1857: Archibald Hastie
- 1857–1874: Humphrey Crum-Ewing
- 1874–1884: William Holms
- 1884–1885: Stewart Clark
- 1885–1891: William Boyle Barbour
- 1891–1906: William Dunn, Partia Liberalna
- 1906–1920: John Mills McCallum, Partia Liberalna
- 1920–1924: Herbert Henry Asquith, Partia Liberalna
- 1924–1929: Edward Rosslyn Mitchell, Partia Pracy
- 1929–1931: James Welsh, Partia Pracy
- 1931–1945: Joseph Maclay, Partia Liberalna
- 1945–1947: Oliver Baldwin, wicehrabia Corvedale, Partia Pracy
- 1948–1961: Douglas Johnston, Partia Pracy
- 1961–1979: John Robertson, Partia Pracy
- 1979–1983: Allen Adams, Partia Pracy